# Flappie
Flappie is een ironisch kerstliedje van cabaretier Youp van 't Hek over een konijn met deze naam.

## Ontstaan
Van 't Hek schreef het nummer in 1977 voor zijn zus die in een studentencabaretgroep zat. Een aantal jaren later ging hij het zelf zingen toen hij lid was van het trio NAR, met nieuwe muziek van Jan Kokken. Een live-opname hiervan werd in 1981 door Philips uitgebracht (met als B-kant Jonge lotgenoten) maar werd geen verkoopsucces.
Desondanks bleef het een populair nummer in het repertoire van  NAR en later in de soloprogramma's van Van 't Hek. Met de toenemende populariteit van de cabaretier werd het liedje rond kersttijd ook steeds vaker op radio en tv gedraaid. In 1985 werd een nieuwe opname van het liedje op single uitgebracht, dit keer met als B-kant Kontzak.
In 2006 nam Van 't Hek opnieuw een nieuwe uitvoering van Flappie op, dit keer met het Matangi strijkkwartet. Het nummer staat op het album Louterliedjes.
Verder is het nummer in de loop der jaren talloze malen verschenen op diverse cabaret- en kerst-verzamel-cd's.

## Verhaal
Flappie, het konijn van Youp, wordt op kerstochtend 1961 vermist. Youp wil naar Flappie gaan zoeken, maar zijn moeder houdt hem tegen en vertelt hem dat als hij lief gaat spelen hij wat lekkers krijgt. Uiteindelijk gaat het hele gezin op zoek, Youp mag enkel niet in het fietsenschuurtje komen. 's Avonds presenteert de vader van Youp het konijn tijdens het kerstdiner als hoofdgerecht. De volgende dag wordt vader vermist, waarop Youp tegen zijn moeder zegt dat ze niet in het fietsenschuurtje mag komen en dat als ze lief gaat spelen ze wat lekkers krijgt.

## Hitnoteringen

### NederlandseSingle Top 100
| Hitnotering: (Week 1) 01-01-2011 Hitnotering: (Week 2) 31-12-2011 Hitnotering: (Week 3 t/m) 29-12-2012 t/m | Hitnotering: (Week 1) 01-01-2011 Hitnotering: (Week 2) 31-12-2011 Hitnotering: (Week 3 t/m) 29-12-2012 t/m | Hitnotering: (Week 1) 01-01-2011 Hitnotering: (Week 2) 31-12-2011 Hitnotering: (Week 3 t/m) 29-12-2012 t/m | Hitnotering: (Week 1) 01-01-2011 Hitnotering: (Week 2) 31-12-2011 Hitnotering: (Week 3 t/m) 29-12-2012 t/m | Hitnotering: (Week 1) 01-01-2011 Hitnotering: (Week 2) 31-12-2011 Hitnotering: (Week 3 t/m) 29-12-2012 t/m | Hitnotering: (Week 1) 01-01-2011 Hitnotering: (Week 2) 31-12-2011 Hitnotering: (Week 3 t/m) 29-12-2012 t/m | Hitnotering: (Week 1) 01-01-2011 Hitnotering: (Week 2) 31-12-2011 Hitnotering: (Week 3 t/m) 29-12-2012 t/m |
| Week: | 1 | | 2 | | 3 | 4 |
| --- | --- | --- | --- | --- | --- | --- |
| Positie:                                                                                                   | 59 | uit | 64 | uit | 75 | |

### NPO Radio 2 Top 2000
| Nummer met noteringen in de NPO Radio 2 Top 2000 | '03  | '04 | '05 | '06 | '07 | '08 | '09 | '10 | '11 | '12 | '13 | '14 | '15 | '16 | '17 | '18  | '19  | '20  | '21  | '22  | '23  | '24  |
| ------------------------------------------------ | ---- | --- | --- | --- | --- | --- | --- | --- | --- | --- | --- | --- | --- | --- | --- | ---- | ---- | ---- | ---- | ---- | ---- | ---- |
| Flappie                                          | 1856 | 245 | 316 | 379 | 456 | 441 | 427 | 361 | 571 | 751 | 650 | 634 | 509 | 744 | 819 | 1319 | 1175 | 1065 | 1636 | 1516 | 1677 | 1700 |

1. ↑  Een vetgedrukt getal geeft de hoogste notering aan.
2. ↑  2003 was het eerste jaar met een notering voor dit nummer.

## Engelstalige versie
- In 2020 maakte de Amerikaanse zanger Todd Rundgren een Engelstalige versie van het nummer, waarbij hij de tekst letterlijk vertaalde.[7][8]

## Trivia
- Dit nummer werd diverse malen live door Van 't Hek gezongen bij 3FM Serious Request, in duet met Gerard Ekdom. Van 't Hek kwam tijdens Ekdoms eerste deelname aan het Glazen Huis (2005) als verrassing langs en zong samen met Ekdom dit nummer. Dit werd tot en met 2014, met uitzondering van 2011, jaarlijks herhaald.[9]
- Het lied Het konijntje van de Zangeres zonder Naam gaat ook over een jongetje dat tot zijn schrik ontdekt dat zijn geliefde konijn weg is, en na het eerst gezocht te hebben tot zijn grote boosheid ontdekt dat zijn vader het geslacht heeft voor het kerstdiner.
- In december 2020 zong Van 't Hek in het televisieprogramma Even tot hier een contrafact, over een 'wappie' die corona ontkent. Wappie protesteerde bij de toespraak van minister-president Rutte over de december lockdownmaatregelen, draagt geen mondkapjes en gelooft in complotten. Op Eerste Kerstdag 2020 is er bij hem een groots diner (tegen alle geldende coronamaatregelen in) en op Tweede Kerstdag komen de eerste kuchjes. Wappie komt te overlijden.